# Laze pri Boštanju
Laze pri Boštanju este o localitate din comuna Sevnica, Slovenia, cu o populație de 34 de locuitori.